# Menella michaelseni
Menella michaelseni is een zachte koraalsoort uit de familie Plexauridae. De koraalsoort komt uit het geslacht Menella. Menella michaelseni werd in 1908 voor het eerst wetenschappelijk beschreven door Kükenthal. 